# Glypta confragosa
Glypta confragosa är en stekelart som beskrevs av Dasch 1988. Glypta confragosa ingår i släktet Glypta och familjen brokparasitsteklar. Inga underarter finns listade i Catalogue of Life.